# U pomníku
U pomníku (německy Heiderberg) je vrchol v České republice ležící v Zlatohorské vrchovině.

## Poloha
Oblý vrch U pomníku se nachází v západním zakončení náhorní plošiny, na které se rozkládá vesnice Rejvíz. Na severní straně se nalézají mělká sedla oddělující vrch od sousedního Bleskovce, Orlího vrchu a bezejmenné kóty 785 m. Jižní svahy o něco více pozvolna klesají do rašelinišť NPR Rejvíz.

## Vodstvo
Vrch spadá do povodí Černé Opavy resp. jejího levého přítoku, který protéká a odvodňuje rašeliniště pod jeho jižními svahy. Jihozápadně od vrcholu se uprostřed rašelinišť nachází Velké mechové jezírko.

## Vegetace
Vrch je souvisle zalesněn a pouze do severovýchodního ve směru od zástavby Rejvízu zasahuje louka. Vrch se nachází na území CHKO Jeseníky.

## Pomník padlým z první světové války
Severovýchodně od vrcholu, tedy směrem k obci, stojí na okraji lesa pomník z roku 1929 věnovaný jedenácti obyvatelům Rejvízu padlým v první světové válce. Díky tomuto pomníku získal vrch svůj současný název. Autorem pomníku je jesenický sochař Engelbert Kaps. Poměrně velkorysou stavbu tvoří pětice asi šestimetrových kamenných sloupů s letopočty 1914–1918 spojených symbolickým pětibokým kalichem hořkosti. Na bocích kalichu jsou zobrazeny na sebe navazující výjevy:
- loučení odvedence s rodinou
- válečná vřava
- hrdinova smrt
- anděl smrti
- nápis Die Heimat ihren toten Heldensohnen bedeckt mit Lorbeer und betaut mit Tränen (Vlast své mrtvé hrdinné syny pokrývá vavřínem slávy a pláče)[3]

## Komunikace
Kolem pomníku vede po pěšinách přes vrcholový prostor místní zeleně značená trasa 9652 z Rejvízu ke vstupu do národní přírodní rezervace Rejvíz. Po úbočích vrchu je vedena i žlutá trasa 7804 Rejvíz–Švýcárna, modrá trasa 2216 Rejvíz–Dětřichov a Naučná stezka Rejvíz.